# Happy Valley (Chongqing)
Koordinaten: 29° 40′ 12″ N, 106° 30′ 47″ O
Happy Valley (chinesisch 欢乐谷) ist ein chinesischer Freizeitpark in Chongqing, der am 8. Juli 2017 eröffnet wurde. Er wird von der OCT Group betrieben, die auch weitere Freizeitparks in China betreibt.

## Liste der Achterbahnen
| Name                                  | Typ                                 | Hersteller                   | Eröffnungsjahr |
| ------------------------------------- | ----------------------------------- | ---------------------------- | -------------- |
| Family Coaster / 合家欢过山车         | Familienachterbahn, Shuttle Coaster | Vekoma                       | 2017           |
| Flying Wing Coaster / 翼飞冲天        | Wing Coaster                        | Bolliger & Mabillard         | 2017           |
| Jerome's Wooden Dragon / 酷飞谷木游龙 | Holzachterbahn                      | Great Coasters International | 2017           |
| Monte Carlo Track / 矿山车            | Minenachterbahn                     | Jinma Rides                  | 2017           |